# Dasylepis
Dasylepis é um género botânico pertencente à família Achariaceae.

## Espécies
Composto por treze espécies:
| - Dasylepis assinensis - Dasylepis blackii - Dasylepis brevipedicellata - Dasylepis burtt - Dasylepis eggelingii - Dasylepis integra - Dasylepis jansii | - Dasylepis lasiocarpa - Dasylepis lebrunii - Dasylepis leonensis - Dasylepis leptophylla - Dasylepis racemosa - Dasylepis sereti |